# Cyrillisation des langues chinoises
La cyrillisation des langues chinoises est un processus qui rend compte d'une mise en écrit d'une langue chinoise en alphabet cyrillique. Elle peut être soit le système de référence écrit pour une langue, ou une transcription permettant d'accéder à la prononciation d'une langue chinoise pour une personne ne sachant pas lire le chinois écrit (généralement en sa prononciation en mandarin standard), mais bien l'écriture en alphabet cyrillique.

## Alphabet cyrillique comme système d'écriture de référence
Une seule langue chinoise a pour système d'écriture de référence l'alphabet cyrillique. Il s'agit de la langue doungane, considérée comme un dialecte mandarin, et parlée par les Dounganes, un peuple chinois émigré en Asie centrale. La cyrillisation de la langue fut adoptée du temps de l'Union soviétique.

## Alphabet cyrillique pour accéder à la prononciation d'une langue chinoise
Le plus souvent d'une cyrillisation permettant d'accéder à la prononciation en mandarin standard. Il ne s'agit généralement pas de normes de transcription directe, mais de normes de cyrillisation d'une des romanisations de la langue chinoise. 
- Cyrillisation du chinois à partir du pinyin (système Palladi) : norme officielle actuelle en Russie pour la cyrillisation du mandarin standard, établie à partir de la romanisation Hanyu pinyin;
- Cyrillisation du chinois à partir de Wade-Giles (système Palladi) : norme officielle actuelle en Russie pour la cyrillisation du mandarin standard, établie à partir de la romanisation Wade-Giles.

## Anecdote
- une cyrillisation fut un temps envisagée pour la création du Latinxua Sinwenz, qui fut en fin de compte l'objet d'une romanisation.